# Richard Hamming
Richard Wesley Hamming (* 11. Februar 1915 in Chicago, Illinois; † 7. Januar 1998 in Monterey, Kalifornien) war ein amerikanischer Mathematiker, dessen Arbeit großen Einfluss auf die Informatik und Telekommunikation hatte.

## Leben
Hamming wurde in Chicago geboren und ist dort auch aufgewachsen. Sein Mathematikstudium führte ihn von der University of Chicago (Bachelor 1937) über die University of Nebraska (Master 1939) zur University of Illinois at Urbana-Champaign (Ph.D. 1942, Some Problems in the Boundary Value Theory of Linear Differential Equations bei Waldemar Trjitzinsky).
Seine wissenschaftliche Laufbahn führte ihn zunächst als wissenschaftlicher Assistent an die University of Louisville. Ab 1945 arbeitete er am Manhattan-Projekt in Los Alamos mit. Dort beschäftigte er sich mit der Programmierung der ersten digitalen Computer für physikalische Berechnungen. Deren Ziel war, zu klären, ob nach der Zündung einer Atombombe die Erdatmosphäre brennen würde. Die Berechnungen ergaben, dass dies nicht geschehen würde. Daraufhin zündeten die USA mehrere Atombomben, zunächst bei einem Test in New Mexico, später zweimal im Krieg gegen Japan.
Ab 1946 arbeitete Hamming unter anderem mit Claude Shannon und John W. Tukey an den Bell Labs. 1976 wechselte er als außerordentlicher Professor für Informatik an die Naval Postgraduate School. Hier war er bis zu seiner Emeritierung 1997 tätig.
Er war Mitbegründer der Association for Computing Machinery und zeitweise auch deren Präsident. Von dieser Organisation erhielt er 1968 den Turing Award für seine Veröffentlichungen über numerische Methoden, automatische Kodierungssysteme, fehlererkennende und fehlerkorrigierende Codes.
Hamming starb 1998 an einem Herzinfarkt und hinterließ seine Frau Wanda.

Visualisierung des Hamming-Abstandes

## Leistungen
Hamming gilt als einer der Begründer der algebraischen Kodierungstheorie. Seine bedeutendsten wissenschaftlichen Beiträge umfassen den Hamming-Code (ermöglicht die Erkennung von bis zu zwei und die Korrektur eines Bitfehlers, bei Bell zunächst in Vermittlungsstellen eingesetzt), den Hamming-Abstand (ein Maß für die Unterschiedlichkeit von Zeichenketten) und die darauf basierende Hamming-Ähnlichkeit (ein Ähnlichkeitsmaß für das fallbasierte Schließen).
Den Schwerpunkt seiner Arbeit bildeten allerdings numerische Analysen und die Entwicklung digitaler Filter, darunter das Hamming-Fenster, das es erlaubt, bestimmte Ausschnitte eines Signals isoliert zu betrachten.
Hamming war auch ein produktiver Buchautor und ist für seine Aphorismen bekannt.

## Auszeichnungen (Auswahl)
1968 erhielt Hamming den Turing-Preis und wurde zum Fellow der IEEE ernannt. 1980 wurde er Mitglied der National Academy of Engineering, und 1996 erhielt er den Grundlagenpreis der Eduard-Rhein-Stiftung.
Mit der Richard-W.-Hamming-Medaille ist eine bedeutende Auszeichnung des IEEE nach Hamming benannt. Erster Preisträger war er 1988 selbst.

## Schriften (Auswahl)
- Numerical Methods for Scientists and Engineers. McGraw-Hill, 1962.
- Introduction To Applied Numerical Analysis. McGraw-Hill, 1971.
- Digital Filters. Prentice Hall, 1977 (deutsch: Digitale Filter. Übersetzt von Bernhard H. Steinebrunner und Joachim Durzok, Wiley-VCH Verlag, 1987, ISBN 3-527-26463-9).
- Coding and Information Theory. Prentice Hall 1980 (deutsch: Information und Codierung. Übersetzt von Joachim Durzok, Wiley-VCH Verlag, 1987, ISBN 3-527-26611-9).
- Methods of Mathematics Applied to Calculus, Probability, and Statistics. Prentice Hall, 1985.
- The Art of Probability for Scientists and Engineers. Addison-Wesley, 1991.
- The Art of Doing Science and Engineering: Learning to Learn. Gordon and Breach, 1997, ISBN 9056995014
- Error detecting and error correcting codes, Bell System Techn. J. Band 29, 1950, S. 147–160